# Shirayuki
《Shirayuki》是韓國的男子組合MYNAME的第3張日語單曲。2013年11月20日由irving發售。

## 概要
- 《Shirayuki》是MYNAME第二首原創日語單曲。
- 《Shirayuki》是MYNAME初主演電影《新大久保物語》的主題曲。
- 《Sha la la》是電影《新大久保物語》的插曲，亦是「第95屆全國高中棒球錦標賽 東・西東京大會2013」的主題曲。
- 《Baby I'm Sorry（Japanese Ver.）》是MYNAME首張迷你專輯《MYNAME 1st Mini Album》主打曲《Baby I'm Sorry》的日語版本
- 此單曲有3個版本，分別有「初回生產限定A盤」、「初回生產限定B盤」和「WEB盤」。「初回生產限定A盤」收錄了《Shirayuki》的PV和Making；初回生產限定B盤」收錄了《Sha la la》的PV。
- 「初回生產限定A盤」收錄了B面曲《Sha la la》、《MIRACLE》；「初回生產限定B盤」收錄了B面曲《Sha la la》、《Zoom Zoom》；「WEB盤」只收錄了B面曲收錄了B面曲《Sha la la》、《Baby I'm Sorry（Japanese Ver.）》。
- 在12月2日於Oricon公信榜單曲每週排行榜取得第7位。

## 收錄內容

### 初回生產限定A盤
CD
1. Shirayuki
2. Sha la la
3. MIRACLE
4. Shirayuki（off vocal ver.）
5. Sha la la（off vocal ver.）
6. MIRACLE（off vocal ver.）

DVD
1. Shirayuki 《Music Video》
2. Shirayuki 《Making Video》

### 初回生產限定B盤
CD
1. Shirayuki
2. Sha la la
3. Zoom Zoom
4. Shirayuki（off vocal ver.）
5. Sha la la（off vocal ver.）
6. Zoom Zoom（off vocal ver.）

DVD
1. Sha la la 《Music Video》

### WEB盤
1. Shirayuki
2. Sha la la
3. Baby I'm Sorry（Japanese Ver.）
4. Shirayuki（off vocal ver.）
5. Sha la la（off vocal ver.）